# Escut de Monistrol de Montserrat

Escut oficial de Monistrol de Montserrat

L'escut oficial de Monistrol de Montserrat té el següent blasonament:
Escut caironat: de gules, un mont de 7 penyes d'or movent de la punta carregat d'un món d'atzur creuat de sable i cintrat d'argent, somat d'una serra d'or i sobremuntat de 3 estrelles de 6 puntes d'argent malordenades. Per timbre una corona mural de vila.
Va ser aprovat l'11 de febrer de 1988 i publicat al DOGC el 4 de març del mateix any amb el número 961.
El món i el mont serrat són senyals parlants relatius al nom de la vila; les estrelles són un senyal tradicional. La presència de les armes de Montserrat s'explica perquè els abats del monestir van ser senyors de la vila fins a 1363; a més, el monestir mateix s'aixeca al terme municipal de Monistrol.

## Bandera
La bandera oficial de Monistrol de Montserrat té la descripció següent:
Bandera apaïsada de proporcions dos d'alt per tres de llarg, vermella, amb el terç inferior format per dues faixes juxtaposades, blava fosca la primera i groga la segona, i amb tres estrelles blanques de sis puntes, cadascuna de diàmetre 1/6 de l'alçària del drap; la de dalt a 1/12 de la vora superior i a 1/6 de l'asta, i les de baix a 1/12 de la faixa blava, la primera a 1/18 de l'asta i la segona a 1/9 de la primera.
Va ser publicada al DOGC el 23 d'octubre de 1996. Està basada en l'escut heràldic de la localitat.